# 12881 Yepeiyu
12881 Yepeiyu eller 1998 QF31 är en asteroid i huvudbältet som upptäcktes den 17 augusti 1998 av LINEAR i Socorro County, New Mexico. Den är uppkallad efter Ye Peiyu.
Asteroiden har en diameter på ungefär 6 kilometer.